# Consequences (album)
Albums de Peter Hammill
Thin Air
(2006) ...all that might have been…
(2014)
Consequences est le trente-troisième album studio de Peter Hammill, sorti en 2012. Son caractère intimiste est dans la lignée de ses précédents opus, notamment de Thin Air auquel il succède.

## Liste des titres
1. Eat my Words, Bite my Tongue
2. That Wasn't What I Said
3. Constantly Overheard
4. Your new Pen-Pal
5. Close to Me
6. All the Tiredness
7. Perfect Pose
8. Scissors
9. Bravest Face
10. A Run of Luck

## Contributions

### Musiciens
- Peter Hammill : Chant, guitares, basse, claviers, percussion, chœurs[2].

### Montage
Peter Hammill a innové dans sa manière de procéder, en commençant par enregistrer toutes les voix avant d'y ajouter les instruments. C'est donc le texte chanté qui a fixé la mélodie, les instruments de musique étant en quelque sortes réduits aux rôles d'accompagnements voire d'arrangements.